# Лавіньї (Во)
Лавіньї (фр. Lavigny) — громада  в Швейцарії в кантоні Во, округ Морж.

## Географія
Громада розташована на відстані близько 95 км на південний захід від Берна, 18 км на захід від Лозанни.
Лавіньї має площу 4 км², з яких на 12,6% дозволяється будівництво (житлове та будівництво доріг), 81,6% використовуються в сільськогосподарських цілях, 5% зайнято лісами, 0,8% не є продуктивними (річки, льодовики або гори).

## Демографія
2019 року в громаді мешкало 986 осіб (+20,7% порівняно з 2010 роком), іноземців було 24,7%. Густота населення становила 247 осіб/км².
За віковим діапазоном населення розподілялося таким чином: 24,6% — особи молодші 20 років, 61,2% — особи у віці 20—64 років, 14,2% — особи у віці 65 років та старші. Було 353 помешкань (у середньому 2,6 особи в помешканні).
Із загальної кількості 873 працюючих 34 було зайнятих в первинному секторі, 62 — в обробній промисловості, 777 — в галузі послуг.